# Петька 9: Пролетарский гламурЪ
«Петька 9. Пролетарский ГламурЪ» — компьютерная игра в жанре графический квест, разработанная компанией «Сатурн-плюс» и выпущенная компанией «Бука» 29 января 2009 года. Является прямым продолжением игры «Петька VIII: Покорение Рима» и девятой в серии игр «Петька и Василий Иванович».

## Геймплей
Геймплей девятой части в целом не изменился с предыдущей игрой серии. Для взаимодействия с предметами по-прежнему используется принцип «point-n-click», для всех предметов курсор лишь один, при клике на большинство предметов или на персонажей появляется возможность выбрать вариант действия (чаще всего «Осмотреть», «Взять» и «Применить предмет», но встречаются также и другие опции, в зависимости от контекста). Игра разделена на пять локаций, три из которых Петька и Чапаев проходят вместе. Это единственная игра в серии, в которой присутствуют три мини-игры (по каждой на героя).

## Сюжет
После победы над Прошкой Нюхиным в «Петьке VIII», Василий Иванович и Анка отправляются к разработчикам на Сатурн-плюс, чтобы выяснить отношения. Во время полёта корабль принимает неизвестное сообщение о том, что Россия в опасности, и Чапаев меняет курс на Москву 2150 года, откуда оно поступило. Герои оказываются в полузатопленном и загрязнённом мрачном городе, населённым рыбами-мутантами и остатками выживших после катаклизма людей. Внезапным образом сначала исчезает Петька, затем Чапаев, и Анка оказывается одна. Осмотревшись в городе, она узнаёт, что в 2008 году российские власти подписали договор с капстранами (в частности, с США) о принятии их отбросов на своей территории за огромную сумму денег. Анке удаётся спасти Петьку и Чапаева, одновременно отбившись от маньяка-насильника, и, после непродолжительных приключений, герои решают отправиться в тот самый год, чтобы исправить положение.
Очутившись в 2008 году, герои оказываются на вилле российского олигарха Кохи, затеявшего у себя «Шоу двойников». В рамках этого шоу каждый может принять облик знаменитости и выиграть приз — собственное ток-шоу. К Чапаеву поступает информация от секретного агента Сидорова, что на этой вилле находится предатель, разыскивающий представителей властей для подписания договора об отбросах. Чтобы предупредить властей в прямом эфире, героям ничего не остаётся, как выиграть конкурс. Конкурс состоит из трёх номинаций: конкурс мод, который лихо выигрывает Анка, тем самым завоевав доверие Кохи, а также конкурсы лучшей пародии и лучшей песни. Лучшим двойником оказывается Чапаев, победив при этом на конкурсе двойника Ленина, а Петька устраивает лучшее музыкальное выступление. Таким образом, герои становятся звёздами шоу-бизнеса.
У Чапаева появляется директорский кабинет на киностудии, откуда он оповещает власти о грядущей опасности, но на киностудии кто-то саботирует его выступление, и Чапаев пытается найти зачинщика. Анка тем временем готовится к теннисному матчу с некой Анной Шкурниковой: Коха и Карпищев, тренер Шкурниковой, поспорили на огромную сумму денег. Коха, менеджер Анки, готов дать ей всё что угодно за выигрыш в игре. Но у Шкурниковой имеется особая ракетка с «автоприцелом», которая делает её практически непобедимой. Петька соглашается помочь Анке подменить ракетку Шкурниковой на подделку, и в результате Анка выигрывает матч. После пробежки по студии Чапаев снова натыкается на Сидорова. Сидоров рассказывает, что саботаж совершается датчиками, встроенными в динамики студии, которые музыкой зомбируют народ. После уничтожения одного из них, Василий Иванович узнаёт, что остальное вещание было переключено на спутник.
Герои собираются отправиться в штаб ракетных установок РФ, но Петька нечаянно катапультирует себя в Московский зоопарк, откуда ему приходится выбираться самому. Затем, по прибытии в бункер герои узнают, что за всем скрывался некий шпион-шифровальщик по имени Мистер Икс, зомбирующий россиян при помощи спутникового вещания. Разоблачая его, герои натыкаются на вербовщика, Мистера Кустарника, который всё и затеял. Тот пытается взорвать все имеющиеся в штабе ракеты, но Петька умудряется запустить одну из них благодаря шаману, живущему в трюме. В результате ракета улетает и взрывает тот самый спутник, захватив с собой Кустарника. В финальной сцене Кустарник уничтожается при столкновении ракеты и спутника, а Сидоров разоблачает себя, оказываясь Фурмановым, и вручает Петьке, Чапаеву и Анке по медали за благополучно выполненное задание и спасение Родины.